# Billie Lou Watt

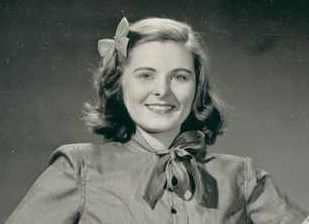
Billie Lou Watt

Billie Lou Watt (20 de junho de 1924 - 7 de setembro de 2001) foi uma atriz de teatro e de televisão estadunidense, incluindo dublagens para diversas propagandas de televisão (comerciais) e séries de desenhos animados. Ela é bem mais conhecida pela dublagem para a personagem-título do anime Astro Boy e Jungle Taitei, mais conhecido no ocidente como Kimba, o Leão Branco, entre outros papéis.

## Vida e carreira
Billie Lou Watt nasceu em St. Louis, Missouri, onde a sua carreira no palco começou durante os 12 anos de idade no papel da personagem Backy, baseado no livro The Adventures of Tom Sawyer (em português, As Aventuras de Tom Sawyer). Seu primeiro trabalho profissional veio dois anos mais tarde, em The Municipal Opera Association of St. Louis. Em seu primeiro papel, utilizando principalmente a sua exelente voz, foi ouvida pelo ouvintes de um programa da rádio KMOX, chamado The Land We Live In. Graduou-se no colégio Ritenour High School e na Universidade Northwestern, em Chicago, Illinois, antes mesmo de continuar a sua carreira em uma empresa de turismo. Com isso a levaria para poder atuar nos placos de Nova Iorque, contratada por George Abbott.